# Antigua Guerra de Zúrich

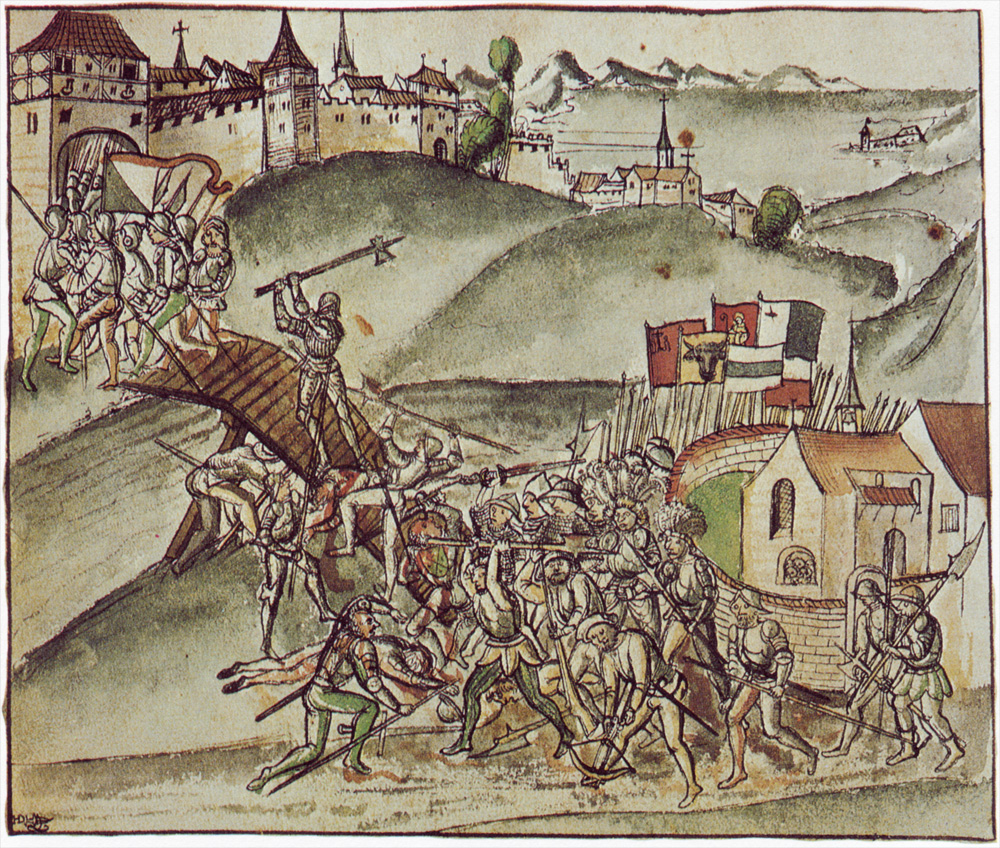
El alcalde de Zúrich, Rudolf Stüssi, defiende el puente de Sankt Jakob, cerca de Zúrich, contra las fuerzas de la Antigua Confederación Suiza durante la batalla de Sankt Jakob an der Sihl (1443).

La Antigua Guerra de Zúrich (en alemán: Alter Zürichkrieg), 1440-1446, fue un conflicto entre el cantón de Zúrich y los otros siete cantones de la Antigua Confederación Suiza por la sucesión del Conde de Toggenburgo.
En 1436, el conde Federico VII de Toggenburgo murió sin dejar heredero ni testamento. El cantón de Zúrich, liderado por el burgomaestre Rudolf Stüssi, reclamó las tierras del condado de Toggenburgo. Los cantones de Schwyz y Glaris los reclamaron a su vez, respaldados por los demás. En 1438 Zúrich ocupó el territorio en disputa e interrumpió el abastecimiento de grano a Schwyz y Glaris. El resto de los cantones expulsaron en 1440 a Zúrich de la Confederación y le declararon la guerra. Zúrich contraatacó haciendo una alianza con Federico III de Habsburgo.
Las fuerzas de Zúrich fueron derrotadas en la batalla de Sankt Jakob an der Sihl el 22 de julio de 1443 y Zúrich fue sitiada. Federico apeló a Carlos VII de Francia y le pidió que atacara a los confederados. Este último envió un ejército de 30.000 mercenarios, llamados en Alemania y Suiza armañaques y "Ecorcheurs" en Francia, bajo el mando de Luis XI de Francia, entonces Delfín, vía Basilea para ocupar la ciudad. En la batalla del Birs, cerca de Basilea, del 26 de agosto de 1444, aplastaron a una fuerza enemiga de apenas 1600 suizos, pero sufrieron tantas bajas (2000 muertos) que el Delfín decidió retirarse.
En mayo de 1444, la Confederación sitió Greifensee, que capturó tras 4 semanas, el 27 de mayo, y decapitaron a todos los defensores, entre ellos a su caudillo, Wildhans von Breitenlandenberg, excepto a dos. Incluso en tiempos de guerra, la ejecución masiva estaba considerada cruel e injusta.
En 1446 ambos bandos estaban agotados y se firmó una paz preliminar. La Confederación no había conseguido conquistar ninguna de las ciudades de Zúrich excepto Greifensee. Rapperswil y Zúrich resistieron los ataques. En 1450, las dos partes firmaron una paz definitiva y Zúrich fue admitida otra vez en la Confederación, a causa de lo cual tuvo que disolver su alianza con los Habsburgo.
La importancia de la guerra queda manifiesta en el hecho de que la Confederación había reforzado sus alianzas internas de tal manera que ya no toleraba tendencias separatistas de sus miembros.